# شیمی نظری

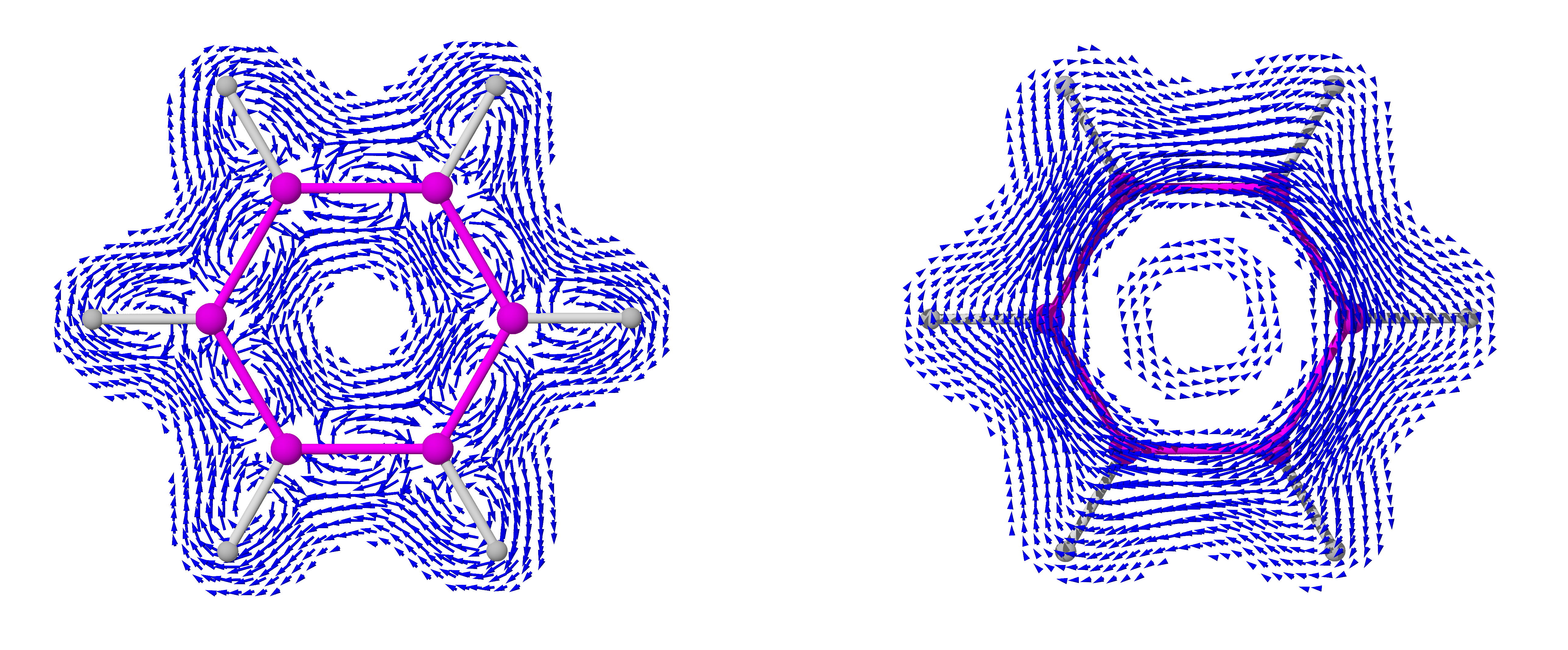
جریان حلقه ناشی از بنزن، به دست آمده پس از محاسبه کوانتومی

شیمی نظری علمی است که به توصیف پدیده‌های شیمیایی با استفاده از خواص فیزیکی مواد می‌پردازد. این حوزه از علم در سال‌های اخیر بیشتر در بخش‌هایی نظیر شیمی کوانتوم گسترش داشته‌است.

## زیر شاخه‌ها
زیر شاخه‌های اصلی شیمی نظری عبارتند از:

### رشته‌های مرتبط
- فیزیک اتمی
- فیزیک مولکولی
- شیمی‌فیزیک و فیزیک‌شیمی